# Bokaro Steel City
Bokaro Steel City (hindî : बोकारो स्टील सिटी - anglais : Bokaro Steel City) est une ville indienne de l'État du Jharkhand, dans le district de Bokaro et peuplée de 564 319 habitants.

## Géographie
La ville est située au sud du Dâmodar, à environ 30 km à l'ouest de Dhanbad, 90 km au nord-est de Ranchi, 100 km au nord de Jamshedpur et 250 km au nord-ouest de Calcutta.